# A.Y
A.Y(본명: 김아영, 1990년 3월 8일 ~ )은 대한민국의 가수이다.

## 학력
- 지례초등학교 (졸업)
- 김천상업고등학교 (졸업)
- 동덕여자대학교 방송연예학과 (휴학)

## 경력
- 전국 TOP 10 가요쇼 V.J
- OBS경인TV 뮤직 앤 무비 V.J

## 수상
- 2012년 제20회 대한민국 문화예술대상 신인가수상
- 2008년 제2회 함안 처녀 뱃사공 가요제 대상 수상

## 진행 프로그램
- 2008년 SBS 놀라운 대회 스타킹 (게스트)
- 2010년 OBS경인TV 베스트 스타 가요쇼
- 2010년 TJB 대전방송 세상발견 유레카

## 데뷔
- 2008년 1집 앨범 "사랑꽃"
- 2012년 싱글 앨범 "I'm Poison"

## 음반
- 2012년 I'm Poison

## 가족
- 부모님